# Billy Bat
Billy Bat (ビリーバット, Birī Batto) est un manga coécrit par Takashi Nagasaki et Naoki Urasawa et dessiné par ce dernier. Il est prépublié dans le magazine Weekly Morning de l'éditeur Kōdansha entre le 16 octobre 2008 et le 18 août 2016, et publié en vingt tankōbon entre juin 2009 et septembre 2016.
La version française est publiée par Pika Édition de mars 2012, date de sortie des deux premiers tomes, à mai 2017.

## Synopsis
En 1949 aux États-Unis, Kevin Yamagata, né en Californie en 1920 de parents japonais immigrés, est un dessinateur de comics dont la série phare, Billy Bat, remporte un grand succès.
Lorsqu'un policier lui indique par hasard que son héros, une chauve-souris détective, ressemble fortement à celui d'un manga japonais, Kevin interrompt la publication de sa série et se rend au Japon demander la permission au créateur original d'utiliser ce personnage pour sa bande dessinée.
Dans le Japon occupé d'après-guerre, Yamagata se retrouve alors au cœur d'une affaire de meurtres et de complots…

## Personnages

### Principaux
Kevin Yamagata (ケヴィン・ヤマガタ, Kevin Yamagata)
Personnage principal du manga, Kevin Yamagata est un artiste de comics vivant en Californie. C'est le dessinateur de la série à succès Billy Bat. En apprenant que son personnage était peut être un dessin qu'il aurait inconsciemment copié au Japon, il décide d'enquêter. Très vite, il se retrouve accusé d'un meurtre. Poursuivi par des personnages étranges, tel Kurusu (来栖), il finira par découvrir qu'il peut entrer en contact avec la Chauve-souris, personnage de son comic, mais également entité étrange semblant avoir une influence importante dans l'histoire du monde.
La Chauve-souris
Entité puissante aux motivations étranges. Il semble avoir influé dans diverses époques : il a par exemple influencé Judas dans la trahison de Jésus. Il ne se révèle qu'à certaines personnes, comme Kevin Yamagata et, plus tard, Lee Harvey Oswald.
Kevin Goodman (ケヴィン・グッドマン, Kevin Guddoman)
Alors bébé, il est sauvé d'une balle perdue par Kevin Yamagata lors de l'assassinat de John F. Kennedy. On le retrouve étudiant à l'université de Princeton en 1981. Excellent dessinateur et doté des mêmes pouvoirs que Kevin Yamagata, il est repéré par Audrey Culkin et devient le nouveau dessinateur officiel de Billy Bat.
Timmy Sanada (ティミー・サナダ, Timī Sanada)
Fils illégitime du faux Chuck Culkin, il est le disciple de Kevin Goodman avant que ce dernier ne le désigne comme son successeur pour dessiner Billy Bat. Il prendra par la suite la tête de Culkin Enterprises.

### Secondaires
Zōfū Karama (唐麻雑風, Karama Zōfū)
Artiste mangaka vivant au Japon. C'est le dessinateur originel de Billy Bat. Il rencontre Kevin Yamagata lorsque celui-ci est pourchassé par Kurusu. Lorsque Kevin et Zōfū se séparent, celui-ci laisse un message à Kevin, lui disant que c'était désormais à lui de dessiner The Bat. Il peut entendre Bat. Il précise également à Kevin qu'il existe deux Bat : une blanche et une noire. Ce personnage est une representation du grand auteur de manga Osamu tezuka.
Chuck Culkin (チャック・カルキン, Chakku Karukin)
Il est l’assistant de Kevin Yamagata en 1949. Il reprendra la série Billy Bat quand Kevin partira pour la Japon. Approché par le faux Chuck, il lui cèdera les droits et travaillera désormais pour lui.
Faux "Chuck Culkin" (「チャック・カルキン」, "Chakku Karukin")
Homme d'affaires brillant et charismatique, il est le fondateur et le directeur de Chuck Culkin Enterprises. Aux yeux du monde entier, il passe pour le créateur du personnage de Billy Bat. C'est en vérité un imposteur qui a pris la personnalité publique de Chuck Culkin et a obtenu de lui qu'il lui cède les droits de Billy Bat. Bien qu'il le laisse croire, il n'a jamais dessiné ou scénarisé les aventures du personnage et c'est le vrai Chuck qui s'en charge à sa place. Il semble être inspiré de Walt Disney.
Audrey Culkin (オードリー・カルキン, Ōdorī Karukin)
Elle est la fille du faux Chuck Culkin. Elle apparaît d'abord comme une « marchande d'art » essayant de recruter Kevin Goodman. Elle en fera finalement, contre l'avis de son père, le nouveau dessinateur officiel de Billy Bat.
Randy Momochi (ランディ・モモチ, Randi Momochi)
Jacky Momochi (ジャッキー・モモチ, Jakkī Momochi)
Smith (スミス, Sumisu)
Kiyoshi Kurusu (来栖 清志, Kurusu Kiyoshi)
Lee Harvey Oswald
Henry-Charles Duvivier (ヘンリー・チャールズ・デヴィヴィ, Henrī Chāruzu Devivi)
Kōtarō Akechi (明智 浩太郎, Akechi Kōtarō)
Tony et Diane Goodman (トニーとダイアン・グッドマン, Tonī to Daian Guddoman)
Maggie Momochi (マギー・モモチ, Magī Momochi)
Elle est la fille de Jackie.

## Contexte
Une fois 20th Century Boys et Pluto terminés, Naoki Urasawa décide de n'écrire qu'une seule série à la fois : ce sera Billy Bat, paru chez le concurrent de son éditeur de toujours (Shōgakukan), Kōdansha, mais toujours avec son acolyte Takashi Nagasaki. Cette série est inspirée par un manga oublié publié dans les années 1950 et dont le héros était un métis nippo-américain : Billy Pack, de Mitsuhiro Kawashima (ja). Urasawa vient alors de finir son premier album musical Hanseiki no otoko (半世紀の男, litt. « L'Homme d'un demi-siècle », sous titré « ½ Century Man » sur l'édition limitée), composé avec Kōji Wakui (和久井 光司, Wakui Kōji), et qui sort en novembre 2008. Par la suite, Urasawa participe au scénario de l'adaptation au cinéma de 20th Century Boys, en plus de ses nouvelles activités musicales (il compose d'ailleurs les chansons Brothers et Suspense présentes respectivement sur les bandes originales du premier et du deuxième film). À partir de 2008, il donne des cours avec Nagasaki à l'université d'arts plastiques de Nagoya (名古屋造形大学, Nagoya zōkei daigaku).

## Récompenses
- 2013 :  Grand prix de l'Imaginaire manga
- 2014 :  Prix Max et Moritz de la meilleure bande dessinée internationale

## Liste des volumes et chapitres
| no | Japonais          | Japonais          | Français          | Français          |
| no | Date de sortie    | ISBN              | Date de sortie    | ISBN              |
| --- | ----------------- | ----------------- | ----------------- | ----------------- |
| 1 | 23 juin 2009      | 978-4-06-372812-5 | 14 mars 2012      | 978-2-8116-0633-6 |
| Liste des chapitres : - Dreary night murders (sale nuit pour un meurtre) - A sincere night (la nuit des confidences) - 3e épisode : À la recherche de la chauve-souris - 4e épisode : L'album de la chauve-souris - 5e épisode : Sous un train - 6e épisode : La noire ou la blanche ? - 7e épisode : L'entrée du labyrinthe - 8e épisode : Coïncidences - 9e épisode : Les aventures de bat boy - 1re partie |                   |                   |                   |                   |
| 2 | 20 novembre 2009  | 978-4-06-372853-8 | 14 mars 2012      | 978-2-8116-0634-3 |
| Liste des chapitres : - 10e épisode : La suite de la fin - 11e épisode : Le début de la suite - 12e épisode : Des suspects par milliers - 13e épisode : Destin imposé - 14e épisode : L'apparence du Seigneur - 15e épisode : Le père, le fils ou le Saint-Esprit ? - 16e épisode : Avant l'église - 17e épisode : Après l'église - 18e épisode : Le rouleau secret de Momochi - 1re partie |                   |                   |                   |                   |
| 3 | 23 mars 2010      | 978-4-06-372888-0 | 1er juin 2012     | 978-2-8116-0694-7 |
| Liste des chapitres : - 19e épisode : Le rouleau secret de Momochi - 2e partie - 20e épisode : Le rouleau secret de Momochi - 3e partie - 21e épisode : Le rouleau secret de Momochi - 4e partie - 22e épisode : Le rouleau secret de Momochi - 5e partie - 23e épisode : Le rouleau secret de Momochi - 6e partie - 24e épisode : Le rouleau secret de Momochi - 7e partie - 25e épisode : Le rouleau secret de Momochi - 8e partie - 26e épisode : Le rouleau secret de Momochi - 9e partie - 27e épisode : Le rouleau secret de Momochi - 10e partie |                   |                   |                   |                   |
| 4 | 23 juillet 2010   | 978-4-06-372922-1 | 19 septembre 2012 | 978-2-8116-0853-8 |
| Liste des chapitres : - 28e épisode : Sous le costume - 29e épisode : Les coulisses de Lee - 30e épisode : Oswald raconte - 31e épisode : D'ouest en est - 32e épisode : Repérage - 33e épisode : Identification - 34e épisode : La suite de la suite - 35e épisode : Oswald savoure une gorgée de bonheur - 36e épisode : Prédisposé - 37e épisode : 20h10, l'heure fatidique |                   |                   |                   |                   |
| 5 | 22 novembre 2010  | 978-4-06-372955-9 | 5 décembre 2012   | 978-2-8116-0975-7 |
| Liste des chapitres : - 38e épisode : Le retour du vrai - 39e épisode : Feu de joie dans le sud profond - 40e épisode : Dans la chaleur de la nuit - 41e épisode : Le rêve du sud profond - 42e épisode : Dallas, trois ans plus tard - 43e épisode : Le dilemme héroïque - 44e épisode : Le sacrifice - 45e épisode : Le double |                   |                   |                   |                   |
| 6 | 23 mai 2011       | 978-4-06-387001-5 | 20 mars 2013      | 978-2-8116-1086-9 |
| Liste des chapitres : - 46e épisode : Osmose - 47e épisode : Les deux Chuck - 48e épisode : Les mains d'Oswald - 49e épisode : Au terme d'un longue recherche - 50e épisode : Le gardien de l'humanité - 51e épisode : La terre - 52e épisode : Quelque chose en toi - 53e épisode : Le rêve n'en finit pas |                   |                   |                   |                   |
| 7 | 22 juillet 2011   | 978-4-06-387037-4 | 12 juin 2013      | 978-2-8116-1062-3 |
| Liste des chapitres : - 54e épisode : Sur la lune - 55e épisode : Chacun sa route - 56e épisode : Le dernier lapin - 57e épisode : La parade présidentielle - 58e épisode : Chaude journée d'automne à Dallas - 59e épisode : Le successeur - 60e épisode : Rêve ou réalité ? - 61e épisode : La vraie vérité |                   |                   |                   |                   |
| 8 | 23 février 2012   | 978-4-06-387078-7 | 18 septembre 2013 | 978-2-8116-1206-1 |
| Liste des chapitres : - 62e épisode : Kevin et Kevin - 63e épisode : Faisceau de coïncidences - 64e épisode : Destination - 65e épisode : Duvivier - 66e épisode : Chronique d'un séjour au Japon - 67e épisode : Le point, la ligne et au-delà - 68e épisode : Je suis 8 man - 69e épisode : Deux prédisposés |                   |                   |                   |                   |
| 9 | 23 mai 2012       | 978-4-06-387109-8 | 4 décembre 2013   | 978-2-8116-1304-4 |
| Liste des chapitres : - 70e épisode : De la relativité de Billy - 71e épisode : Le voyage temporel et une infinité de planètes Terre - 72e épisode : Les aléas de l'existence - 73e épisode : Enchaînement global - 74e épisode : Graffiti - 75e épisode : Étrange nuit de lune - 76e épisode : Des trous partout - 77e épisode : Le démon de la Lune |                   |                   |                   |                   |
| 10 | 21 septembre 2012 | 978-4-06-387141-8 | 19 mars 2014      | 978-2-8116-1393-8 |
| Liste des chapitres : - 78e épisode : Meurtres en série - 79e épisode : Mode opératoire - 80e épisode : Confession sur l'oreiller - 81e épisode : Une berceuse du Connecticut - 82e épisode : Du passé vers le futur - 83e épisode : Du futur vers le passé - 84e épisode : Le vrai visage de Gary - 85e épisode : L'empereur du nord |                   |                   |                   |                   |
| 11 | 22 mars 2013      | 978-4-06-387196-8 | 11 juin 2014      | 978-2-8116-1483-6 |
| Liste des chapitres : - 86e épisode : Interruption de parution - 87e épisode : Le testament du futur - 88e épisode : La litanie de la chauve-souris - 89e épisode : La bande dessinée est mon métier - 90e épisode : La formule magique - 91e épisode : Le rouleau - 92e épisode : Le code du rouleau - 93e épisode : Un nouveau départ |                   |                   |                   |                   |
| 12 | 23 août 2013      | 978-4-06-387230-9 | 17 septembre 2014 | 978-2-8116-1556-7 |
| Liste des chapitres : - 94e épisode : Golden bat - 95e épisode : De A à Z - 96e épisode : Alter ego - 97e épisode : Top secret - 98e épisode : Trouvaille - 99e épisode : L'un des trois grands mythes contemporains - 100e épisode : Une ambition tenace - 101e épisode : Tsukimi |                   |                   |                   |                   |
| 13 | 22 novembre 2013  | 978-4-06-387272-9 | 3 décembre 2014   | 978-2-8116-1648-9 |
| Liste des chapitres : - 102e épisode : Adolf et Albert - 103e épisode : Projecteurs - 104e épisode : Fake - 105e épisode : Tête-à-tête - 106e épisode : La voix - 107e épisode : Fais-le ! - 108e épisode : Ça ne dépend que de toi - 109e épisode : Le dernier épisode ? |                   |                   |                   |                   |
| 14 | 23 avril 2014     | 978-4-06-388326-8 | 18 mars 2015      | 978-2-8116-1843-8 |
| Liste des chapitres : - 110e épisode : Prologue - 111e épisode : Première révélation - 112e épisode : Le signe de la chauve-souris - 113e épisode : Trop tard - 114e épisode : Ivan - 115e épisode : Ivan, me recevez-vous ? - 116e épisode : Le destin du monde - 117e épisode : La dernière scène |                   |                   |                   |                   |
| 15 | 22 septembre 2014 | 978-4-06-388360-2 | 17 juin 2015      | 978-2-8116-2042-4 |
| Liste des chapitres : - 118e épisode : Golden Boy - 119e épisode : Réapparition - 120e épisode : La fin - 121e épisode : Funeste prophétie - 122e épisode : Seconde chance - 123e épisode : La vie de Kiyoshi - 124e épisode : Fuite - 125e épisode : Intouchable |                   |                   |                   |                   |
| 16 | 23 mars 2015      | 978-4-06-388427-2 | 30 septembre 2015 | 978-2-8116-2155-1 |
| Liste des chapitres : - 126e épisode : Le nouveau successeur - 127e épisode : Les critères d'authenticité - 128e épisode : Un cœur juste - 129e épisode : L'ennemi de l'Amérique - 130e épisode : Collaboration - 131e épisode : Destination - 132e épisode : La fin de la fiction - 133e épisode : Le rituel |                   |                   |                   |                   |
| 17 | 21 août 2015      | 978-4-06-388487-6 | 20 janvier 2016   | 978-2-8116-2752-2 |
| Liste des chapitres : - 134e épisode : Une rencontre longtemps espérée - 135e épisode : Sous les projecteurs - 136e épisode : Allées et venues - 137e épisode : Le jour où elle est apparue - 138e épisode : La vérité du mensonge - 139e épisode : Le jour fatidique - 140e épisode : Avis de recherche - 141e épisode : Le maître spirituel |                   |                   |                   |                   |
| 18 | 22 décembre 2015  | 978-4-06-388548-4 | 15 juin 2016      | 978-2-8116-3139-0 |
| Liste des chapitres : - 142e épisode : Dernière promesse - 143e épisode : Une tour bâtie sur le sable - 144e épisode : La maison en bord de mer - 145e épisode : Hâtez-vous lentement - 146e épisode : Un nouveau départ - 147e épisode : Adieu, Billy Bat - 148e épisode : Billy en papier - 149e épisode : La traversée du désert de Kévin et Kévin |                   |                   |                   |                   |
| 19 | 23 juin 2016      | 978-4-06-388609-2 | 14 décembre 2016  | 978-2-8116-3304-2 |
| Liste des chapitres : - 150e épisode : Canular - 151e épisode : La chauve-souris noire - 152e épisode : Une secte tibétaine - 153e épisode : Convocation - 154e épisode : Saisir le réel - 155e épisode : Dans les entrailles de la secte - 156e épisode : Peut-être bien que oui, peut-être bien que non - 157e épisode : L'heure est venue |                   |                   |                   |                   |
| 20 | 23 septembre 2016 | 978-4-06-388643-6 | 3 mai 2017        | 978-2-8116-3486-5 |
| Liste des chapitres : - 158e épisode : Un rayon de lumière - 159e épisode : Extra supermoon - 160e épisode : Dernières paroles - 161e épisode : Prends ta plume - 162e épisode : Une oasis - 163e épisode : Survivants, répondez - 164e épisode : L'heure du choix - Dernier épisode : La der des der |                   |                   |                   |                   |

### Édition japonaise
1. 1 2  (ja) « Tome 1 ».
2. 1 2  (ja) « Tome 2 ».
3. 1 2  (ja) « Tome 3 ».
4. 1 2  (ja) « Tome 4 ».
5. 1 2  (ja) « Tome 5 ».
6. 1 2  (ja) « Tome 6 ».
7. 1 2  (ja) « Tome 7 ».
8. 1 2  (ja) « Tome 8 ».
9. 1 2  (ja) « Tome 9 ».
10. 1 2  (ja) « Tome 10 ».
11. 1 2  (ja) « Tome 11 ».
12. 1 2  (ja) « Tome 12 ».
13. 1 2  (ja) « Tome 13 ».
14. 1 2  (ja) « Tome 14 ».
15. 1 2  (ja) « Tome 15 ».
16. 1 2  (ja) « Tome 16 ».
17. 1 2  (ja) « Tome 17 ».
18. 1 2  (ja) « Tome 18 ».
19. 1 2  (ja) « Tome 19 ».
20. 1 2  (ja) « Tome 20 ».

### Édition française
1. 1 2  (fr) « Tome 1 ».
2. 1 2  (fr) « Tome 2 »(Archive.org • Wikiwix • Archive.is • Google • Que faire ?).
3. 1 2  (fr) « Tome 3 »(Archive.org • Wikiwix • Archive.is • Google • Que faire ?).
4. 1 2  (fr) « Tome 4 »(Archive.org • Wikiwix • Archive.is • Google • Que faire ?).
5. 1 2  (fr) « Tome 5 »(Archive.org • Wikiwix • Archive.is • Google • Que faire ?).
6. 1 2  (fr) « Tome 6 »(Archive.org • Wikiwix • Archive.is • Google • Que faire ?).
7. 1 2  (fr) « Tome 7 »(Archive.org • Wikiwix • Archive.is • Google • Que faire ?).
8. 1 2  (fr) « Tome 8 »(Archive.org • Wikiwix • Archive.is • Google • Que faire ?).
9. 1 2  (fr) « Tome 9 »(Archive.org • Wikiwix • Archive.is • Google • Que faire ?).
10. 1 2  (fr) « Tome 10 »(Archive.org • Wikiwix • Archive.is • Google • Que faire ?).
11. 1 2  (fr) « Tome 11 »(Archive.org • Wikiwix • Archive.is • Google • Que faire ?).
12. 1 2  (fr) « Tome 12 ».
13. 1 2  (fr) « Tome 13 »(Archive.org • Wikiwix • Archive.is • Google • Que faire ?).
14. 1 2  (fr) « Tome 14 ».
15. 1 2  (fr) « Tome 15 ».
16. 1 2  (fr) « Tome 16 »(Archive.org • Wikiwix • Archive.is • Google • Que faire ?).
17. 1 2  (fr) « Tome 17 ».
18. 1 2  (fr) « Tome 18 ».
19. 1 2  (fr) « Tome 19 ».
20. 1 2  (fr) « Tome 20 ».